# Hồ Đình Phương
Hồ Đình Phương (1 tháng 3 năm 1927  –  1979) là một nhà thơ Việt Nam. Ông là người đã viết lời cho nhiều bản nhạc tại miền Nam Việt nam trước 1975.

## Cuộc đời
Hồ Đình Phương sinh tại Huế, chánh quán tại Phước Tích, huyện Phong Điền, tỉnh Thừa Thiên. Cha ông là Hồ Văn Huân, một vị quan triều Nguyễn. Mẹ ông là Võ Thị Túy, con gái của quan Thượng Thư Võ Liêm. Mẹ ông mất lúc ông còn nhỏ. Sau khi đất nước bị chia cắt bởi Hiệp định Genève 1954, gia đình phân tán, ông ở lại Huế với vài người họ hàng.
Thời niên thiếu, ông học tại các trường Pellerin, Hồng Đức... Sau khi đỗ Tú tài Pháp, ông làm Trưởng Văn phòng Bệnh viện Huế. Trong thời gian này ông viết nhiều thơ, sách và nhiều bài đăng báo. Có lẽ vì xúc động trước cảnh đất nước tang thương cùng nỗi đau thương của gia đình, ông đã viết rất nhiều thơ nhạc bộc lộ tình yêu, sự đau khổ của quê hương và mơ ngày thanh bình.
Trước năm 1975, Hồ Đình Phương với tên thật hoặc bút hiệu như Nhật Hồ hay Phương Nhật Hồ đã cộng tác với nhiều báo chí, tập san. Tại Huế là Mùa Gặt Mới, Công Lý, Dân Đen, Gió Lên; tại Sài Gòn là Tin Mới, Người Mới, Tiểu Thuyết Thứ Bảy, Phụ Nữ, Hòa Bình, Tiếng Chuông, Ánh Sáng, Quần Chúng, Đời Mới, Tân Học, Thẩm mỹ, Tin Điển, Dân Thanh, Thế giới, Dân Mới, Nghệ thuật, Văn Nghệ Tiền Phong.
Hồ Đình Phương cộng tác trong văn đoàn với Thanh Thanh Lê Xuân Nhuận và Nhà xuất bản Xây dựng. Ông là một gương mặt văn nghệ nổi bật tại Huế, thường tiếp đón các văn nghệ sĩ từ Nam ra cũng như từ Bắc vào (trong đó có cả Phạm Duy).
Năm 1955, ông đem cả vợ con vào Nam để học tiếp và đậu thủ khoa tại Học viện Quốc gia Hành chánh vào năm 1958. Sau khi tốt nghiệp, ông được bổ nhiệm làm Trưởng Ty Thuế Vụ (Thuế Trực thâu và Gián thâu) tại tỉnh Long An. Khoảng năm 1960, ông giữ chức Phó Tỉnh Trưởng Ninh Thuận.
Sau vụ đảo chính Việt Nam Cộng hòa 1963, ông dạy trường Đại Học Thương mại Đà Lạt một thời gian, sau đó làm Giám đốc Công ty Kỹ Nghệ Giấy Đồng Nai ở tỉnh Biên Hòa.
Sau tháng 4 năm 1975, ông phải đi học tập cải tạo khoảng hơn hai năm. Sau khi được về, tháng 11 năm 1979, ông cùng vợ là Trần Thị Ngọc Oanh và bốn người con Thu Thanh, Đình Cường, Bích Y, Đình Dũng vượt biển bằng tàu rồi mất tích. Hiện còn hai người con gái của Hồ Đình Phương vẫn còn sống.

## Tác phẩm
Hồ Đình Phương đã viết nhiều tập thơ có giá trị như:
- Hai cuộc sống (1951). Gồm Tập 1 - Những áng mây thu; Tập 2 - Lam Sơn phục quốc.
- Tình thế hệ (1952) với sự hợp tác của Lệ Thủy, Bích Nga, Chí Lan, Nhân Nam, Huyền Tu.
- Ai tìm lý tưởng (kịch thơ, 1952)
- Sưởi nắng (phát hành năm 1953, tái bản năm 1954)

Một số tác phẩm đang viết hoặc chưa kịp xuất bản, như:
- Hương thời gian (thơ)
- Giữa lòng xã hội (thơ)
- Nguồn cảm thông (thơ)
- Thơ bốn phương (phê bình)
- Thi pháp thực hành (biên khảo)
- Thi ca với thời đại (lý luận)
- Hương mùa (thi phẩm hợp tuyển của nhiều thi sĩ có tiếng)

## Viết lời nhạc
Hồ Đình Phương đã viết lời cho nhiều bài hát nổi tiếng trước 1975, cũng như có nhiều nhạc sĩ phổ nhạc các bài thơ của ông. Ông đã sáng tác với tất cả tâm hồn của một người nghệ sĩ để ca tụng quê hương, cái đẹp thuần tuý của tình người mà lời nhạc sâu sắc, đầy xúc cảm còn lưu lại đến hôm nay. Sau đây là danh sách các bản nhạc Hồ Đình Phương viết lời hoặc được phổ thơ.
Hoàng Trọng
- Bạn lòng
- Bắc một nhịp cầu
- Bên bờ đại dương
- Chiều nhớ mẹ
- Đầy bình minh
- Đẹp mùa yên vui
- Gió mùa xuân tới
- Gửi hương cho gió
- Hai mối tình yêu
- Hương mùa thanh bình
- Hương yêu
- Khúc hát mùa chiêm
- Mộng ban đầu (thơ Hồ Đình Phương)
- Mộng đẹp ngày xanh
- Mộng lành
- Mộng ngày hồi hương
- Mùa lúa mới
- Ngỡ ngàng
- Nguồn mến yêu
- Nhớ thương
- Nhớ về Đà Lạt
- Thôi đừng lưu luyến em ơi!
- Thuyền chờ
- Tiễn bước sang ngang
- Tình đầu
- Tình trăng
- Trăng lên
- Trăng về

Châu Kỳ
- Chuyện tình ngậm ngải tìm trầm
- Con đường xưa em đi
- Cuối đường kỷ niệm
- Dưới chân thánh giá
- Đoàn người gánh cỏ
- Đừng nói xa nhau
- Em bé mồ côi
- Giòng Bến Hải
- Hoài thu
- Khi bóng trăng vàng lên khơi
- Khuya nay anh đi rồi
- Lòng mẹ
- Ly hương hoài khúc
- Một chiều mưa
- Nước mắt quê hương
- Sầu đông
- Tiếng hát dân Chàm
- Tiếng hát đồng xanh (Huyền Khanh - Hồ Đình Phương)
- Tìm nhau trong kỷ niệm
- Tình quê
- Từ giã kinh thành
- Vui bước phong trần
- Xin làm người tình cô đơn

Văn Giảng
- Hồn viễn khách
- Nam Quan hận khúc
- Thanh niên thanh niên
- Trăng chờ
- Quân hành ca
- Quê ngoại

Lam Phương
- Bức tâm thư (Phương Minh Phụng - Phương Nhật Hồ)
- Chuyến tàu Thống Nhất
- Đoàn người lữ thứ
- Khúc ca ngày mùa
- Lá thư miền Trung
- Nắng đẹp miền Nam
- Tình mẹ

Hoài An
- Ca khúc yêu đời
- Dạ khúc đêm trăng
- Lá thư đầu mùa
- Mùa hoa ước hẹn
- Tình lúa duyên trăng
- Trăng lúa miền nam

Song Ngọc
- Chuyến xe ba người
- Cho em tình yêu và ngăn cách
- Thương nhớ một người
- Truyện tình nghèo (Phương Sinh)

Minh Kỳ
- Đêm về tưởng nhớ
- Nha Trang
- Nhớ anh
- Nhớ Nha Trang
- Một ngày bên nhau

Ưng Lang
- Giòng sông lạnh
- Nhạc lòng
- Sóng đời

Hoàng Nguyên
- Đường nào lên thiên thai (thơ Hồ Đình Phương)
- Tình người miền Nam

Trịnh Hưng
- Hoa đầu mùa
- Tôi yêu

Bằng Giang
- Tạc đá thành thơ
- Trăng cài nhớ bước chinh nhâ

Tú Nhi
- Thương hận

Phạm Thế Mỹ
- Đường về hai thôn

Lê Mộng Bảo
- Cô gái miền Nam
- Dư hương

Lê Quang Nhạc
- Xa quê

Trần Văn Lý
- Hương Giang điệp khúc

Võ Đức Thu
- Chiều tàn trên sông vắng

Phương Hải
- Cam Ly
- Lúa về thủ đô
- Tiếng hò lướt sóng

Huyền Sơn
- Mưa xuân

Thanh Tuyền
- Chiếc áo mùa thu